# Vendels distrikt
Vendels distrikt är ett distrikt i Tierps kommun och Uppsala län. 
Distriktet ligger i södra delen av kommunen. 

## Tidigare administrativ tillhörighet
Distriktet inrättades 2016 och utgörs av socknen Vendel i Tierps kommun.
Området motsvarar den omfattning Vendels församling hade vid årsskiftet 1999/2000.